# بوركينا فاسو في الألعاب الأولمبية
بوركينا فاسو في الألعاب الأولمبية تقوم اللجنة الأولمبية الوطنية الرياضية البوركينية بالإشراف في شؤون مشاركة بوركينا فاسو في الألعاب الأولمبية، شاركت بوركينا فاسو أول مرة في الألعاب الأولمبية في دورة 1972 في ميونخ في ألمانيا الغربية، لم تفز بوركينا فاسو حتى الآن بأي ميدالية أولمبية.